# 2007年美國電影學會獎
2007年美國電影學會獎（英語：American Film Institute Awards 2007）為表彰2007年年度最佳前10大電影與電視劇。

## 10大電影
- 《魔鬼知道你死前（英语：Before the Devil Knows You're Dead）》
- 《潛水鐘與蝴蝶》
- 《荒野生存》
- 《Juno少女孕記》
- 《好孕臨門》
- 《險路勿近》
- 《料理鼠王》
- 《薩維奇一家》
- 《黑金企業》

## 10大影集
- 《超級製作人》
- 《嗜血法醫》
- 《阿傑出少年》
- 《勝利之光（英语：Friday Night Lights (TV series)）》
- 《謎情（英语：Longford (film)）》
- 《廣告狂人》
- 《點到即止》
- 《黑道家族》
- 《說你愛我（英语：Tell Me You Love Me）》
- 《醜女貝蒂》

## 外部連結
- 官方网站（英文）